# 5 maj
5 maj är den 125:e dagen på året i den gregorianska kalendern (126:e under skottår). Det återstår 240 dagar av året.

## Återkommande bemärkelsedagar

### Helgdagar
- Japan: Kodomo no hi (”Barnens dag”)
- Delar av  Mexiko och  USA: Cinco de Mayo (”Femte maj”) (till minne av slaget vid Puebla 1862)

### Flaggdagar
- Danmark: Befrielsedagen (till minne av befrielsen från den tyska ockupationen 1945)
- Nederländerna: Nationella befrielsens dag (till minne av befrielsen från den tyska ockupationen 1945)

## Namnsdagar

### I den svenska almanackan
- Nuvarande – Gotthard och Erhard
- Föregående i bokstavsordning
  - Erhard – Namnet fanns före 1901 på 8 januari. Detta år utgick det, men återinfördes 1986, även då på 8 januari. Där fanns det fram till 2001, då det flyttades till dagens datum.
  - Gotthard – Namnet har, till minne av en biskop i tyska Hildesheim på 1000-talet, funnits på dagens datum sedan gammalt och gjorde så fram till 1993, då det flyttades till 15 december. 2001 flyttades det dock tillbaka till dagens datum.
  - Gotthild – Namnet infördes på dagens datum 1986, men utgick 1993.
  - Gotty – Namnet infördes på dagens datum 1986, men utgick 1993.
  - Vivan – Namnet infördes 1986 på 30 december. 1993 flyttades det till dagens datum, men utgick 2001.
  - Vivianne – Namnet infördes 1986 på 29 oktober. 1993 flyttades det till dagens datum och 2001 till 20 februari.
- Föregående i kronologisk ordning
  - Före 1901 – Gotthard
  - 1901–1985 – Gotthard
  - 1986–1992 – Gotthard, Gotthild och Gotty
  - 1993–2000 – Vivianne och Vivan
  - Från 2001 – Gotthard och Erhard
- Källor
  - Brylla, Eva (red.): Namnlängdsboken, Norstedts ordbok, Stockholm, 2000. ISBN 91-7227-204-X

- - af Klintberg, Bengt: Namnen i almanackan, Norstedts ordbok, Stockholm, 2001. ISBN 91-7227-292-9

### Finlandssvenska almanackan
- Nuvarande från 2025[1] – Melissa, Miranda, Melinda, Melina, Melanie
- I föregående revideringar[a][2]
  - 1929–1949 – Jenny
  - 1950–2004 – Ulrik
  - 2005–2014 – Dennis, Denise
  - 2015–2019 – Melina, Melinda, Melissa, Miranda
  - 2020–2024 – Melissa, Miranda, Melinda, Melina

## Händelser
- 1045 – Efter att han har köpt påveämbetet av sin gudson Benedictus IX fyra dagar tidigare tillträder Johannes Gratianus som påve och tar namnet Gregorius VI. Han abdikerar dock själv från påvestolen i december året därpå, varefter Clemens II är påve i ett knappt år, innan Benedictus IX återkommer en tredje gång som påve på hösten 1047.
- 1260 – Khubilai khan efterträder sin bror Möngke som kaghan (storkhan) över Mongolväldet och kejsare av Kina, sedan brodern har avlidit i augusti året före. Khubilai blir den förste kejsaren av Yuandynastin, men då hans yngre bror Ariq Boke också gör anspråk på den mongoliska tronen utbryter ett inbördeskrig mellan dem, vilket kommer att vara i fyra år. Kriget leder till att Mongolväldet splittras och det dröjer till 1304, innan hela det mongoliska riket åter är enat under en kaghan.
- 1494 – Under sin andra resa till Karibien landstiger den italiensk-spanske upptäcktsresanden Christofer Columbus med sin besättning på Jamaica. Columbus döper ön till Santiago (S:t Jakob) efter helgonet med samma namn.
- 1500 – Sedan den dansk-holsteinska armé, som har försökt invadera bonderepubliken Ditmarsken fullständigt har misslyckats med fälttåget sluter den stillestånd med de ditmarskiska bönderna. Därmed är fälttåget över och det dröjer nära 60 år, innan danskarna på nytt försöker kuva republiken.
- 1789 – Kung Ludvig XVI sammankallar de franska generalständerna (ståndsriksdagen) i Versailles, för att man ska försöka lösa Frankrikes finansiella problem. Detta är första gången sedan 1614, som generalständerna inkallas, men när det lägsta tredje ståndet inser, att de inte har något särskilt att säga till om lämnar de riksdagen och bildar istället en nationalförsamling, för att stifta nya lagar i folkets namn. Då kungen försöker upplösa nationalförsamlingen leder detta till att de den 20 juni sluter eden i Bollhuset, vilket blir upptakten till franska revolutionen.
- 1864 – Ett fältslag mellan nord- och sydstatstrupper utbryter i delstaten Virginia under det amerikanska inbördeskriget. Det pågår i tre dagar och får sedermera namnet slaget i vildmarken, eftersom det utkämpas ute i skogen. Sedan nordstatstrupperna under Ulysses S. Grants och George Meades ledning har förlorat 18 000 av sina 102 000 man och sydstatstrupperna, ledda av Robert E. Lee, har förlorat 7 500 av sina 61 000, drar sig båda sidor tillbaka den 7 maj och slaget slutar oavgjort.
- 1912 – Den svenske kungen Gustaf V inviger årets olympiska sommarspel på den för ändamålet nybyggda Stockholms stadion. Spelens tennistävlingar inleds denna dag och fotbolls- och skyttetävlingarna i slutet av andra kvartalet – annars hålls samtliga tävlingar i juli.
- 1918 – Det finska inbördeskriget, som har utbrutit den 27 januari, tar slut, när de sista trupperna på den röda sidan kapitulerar. Trots att kriget endast har varat i drygt tre månader har det skapat djup splittring i Finland, vilken kommer att vara i flera generationer.
- 1939 – Den svenska riksdagen antar en lag som förbjuder svenska arbetsgivare att avskeda kvinnor på grund av förlovning, giftermål eller graviditet. Kvinnor får också två veckors betald semester efter förlossning.
- 1949 – Den mellanstatliga organisationen Europarådet grundas, genom att representanter för Belgien, Danmark, Frankrike, Irland, Italien, Luxemburg, Nederländerna, Norge, Storbritannien och Sverige undertecknar dess stadgar i London. Organisationens främsta syfte är att främja demokrati, mänskliga rättigheter och rättsutveckling och dess första möte hålls i september samma år.
- 1955 – Västtyskland får fullständig suveränitet efter förbundskanslern Konrad Adenauers förhandlingar med västmakterna. Dittills har den västtyska staten varit ockuperad av de allierade sedan krigsslutet 1945, även om de har grundat Västtyskland 1949, som en motvikt mot det av Sovjet samma år grundade Östtyskland.[3]
- 1961 – Alan Shepard blir den förste amerikanen i rymden, då han är pilot på rymdfärden Mercury 3, som blir amerikanska rymdstyrelsen NASA:s andra bemannade rymdfärd (den första hade en schimpans ombord). Färden varar i 15 minuter och 22 sekunder, varefter Shepard landar i Atlanten.
- 1981 – Moderaterna lämnar den svenska borgerliga trepartiregeringen i protest mot Folkpartiets och Centerpartiets skatteuppgörelse med Socialdemokraterna den 24 april. Tre dagar senare avgår centerledaren Thorbjörn Fälldin som statsminister och därmed upplöses regeringen. Han kan dock bilda ny regering den 19 maj.
- 1984 – Den svenska gruppen Herreys vinner årets upplaga av musiktävlingen Eurovision Song Contest med låten Diggi loo diggi ley. Detta blir Sveriges andra seger i tävlingen någonsin, tio år efter att Abba tog hem den första med låten Waterloo.

## Födda
- 1745 – Carl August Ehrensvärd, svensk greve, sjömilitär, arkitekt och konstnär
- 1747 – Leopold II, storhertig av Toscana, tysk-romersk kejsare och kung av Ungern och kung av Böhmen
- 1813 – Søren Kierkegaard, dansk filosof, teolog och författare
- 1816 – Wilhelm Erik Svedelius, svensk statsvetare och skytteansk professor, ledamot av Svenska Akademien
- 1818 – Karl Marx, tysk författare, journalist, sociolog, filosof, historiker och nationalekonom
- 1825 – Carl Gustaf Strandberg, jurist och författare, ledamot av Svenska Akademien
- 1826 – Eugénie de Montijo, kejsarinna av Frankrike
- 1846
  - Lars Magnus Ericsson, svensk uppfinnare och telefonkonstruktör, grundare av telefonföretaget L.M. Ericsson
  - Henryk Sienkiewicz, polsk författare, mottagare av Nobelpriset i litteratur 1905
- 1852 – Pietro Gasparri, italiensk kardinal
- 1864 – Henry Hughes Wilson, brittisk fältmarskalk
- 1865 – Emil Norlander, svensk författare, revyförfattare och journalist
- 1867 – Nellie Bly, amerikansk undersökande journalist och äventyrare
- 1877 – Halfdan Egedius, norsk målare
- 1878 – Edward James Gay, amerikansk demokratisk politiker, senator för Louisiana
- 1883 – Rudolf Spielmann, österrikisk schackspelare
- 1892 – Gösta Sandin, svensk filmproducent
- 1894 – Artur Rolén, svensk skådespelare, sångare och revyartist, mest känd i rollen som Klabbarparn i Åsa Nisse-filmerna
- 1895 – Henrik Bentzon, dansk skådespelare
- 1897 – Kenneth Burke, amerikansk litteraturteoretiker och filosof
- 1901 – Fritiof Billquist, svensk skådespelare och författare
- 1913 – Tyrone Power, amerikansk skådespelare
- 1915 – Alice Faye, amerikansk skådespelare och sångare
- 1916 – Zail Singh, indisk politiker, Indiens president 1982–1987
- 1920 – Bengt Brunskog, svensk skådespelare
- 1921 – Arthur L. Schawlow, amerikansk fysiker, mottagare av Nobelpriset i fysik 1981
- 1926 – Åke Harnesk, svensk skådespelare, dansare och revyartist
- 1927 – Sylvia Fedoruk, kanadensisk fysiker och politiker
- 1930 – Hans Abramson, svensk regissör och manusförfattare
- 1937 – Trần Đức Lương, vietnamesisk politiker, Vietnams president
- 1938 – Jerzy Skolimowski, polsk regissör och manusförfattare
- 1940
  - Lance Henriksen, amerikansk skådespelare och keramiker
  - Lasse Åberg, svensk skådespelare, regissör, musiker, manusförfattare och konstnär
- 1941 – Aleksandr Ragulin, rysk ishockeyspelare
- 1942
  - Jean Corston, brittisk labourpolitiker, parlamentsledamot
  - Tammy Wynette, amerikansk countrysångare och låtskrivare
  - Bernt "Bempa" Ericsson, svensk bandyspelare
- 1943
  - Nils Moritz, svensk skådespelare
  - Michael Palin, brittisk komiker, manusförfattare och skådespelare, medlem i humorgruppen Monty Python
  - Claes-Bertil Ytterberg, svensk teolog, biskop i Västerås stift
- 1944
  - Bo ”Bosse” Larsson, svensk fotbollsspelare, kopia av Svenska Dagbladets guldmedalj 1979
  - Roger Rees, brittisk skådespelare
  - John Rhys-Davies, brittisk skådespelare
- 1945
  - Charlie Gonzalez, amerikansk demokratisk politiker, kongressledamot
  - Lars-Inge Svartenbrandt, svensk brottsling
  - Anders Steen, svensk byggmästare och politiker, partiledare för Nationaldemokraterna
- 1948
  - Bill Ward, brittisk musiker, trumslagare i gruppen Black Sabbath
  - Anna Bergman, svensk skådespelare
  - Mats Bergman, svensk skådespelare
- 1957 – Brian White, brittisk labourpolitiker, parlamentsledamot
- 1963 – James LaBrie, kanadensisk musiker, sångare i gruppen Dream Theater
- 1967 – Camilla Lundén, svensk skådespelare
- 1970 – Kyan Douglas, amerikansk tv-programledare
- 1972
  - Žigmund Pálffy, slovakisk ishockeyspelare
  - Mikael Renberg, svensk ishockeyspelare och sportkommentator
- 1973 – Johan Hedberg, svensk ishockeymålvakt
- 1974 – Daniel Cordero, svensk musiker, basist i gruppen Lillasyster
- 1980 – Hank Green, amerikansk videobloggare och trubadur
- 1981
  - Chris Wilson, amerikansk musiker, trumslagare i gruppen Good Charlotte
  - Craig David, brittisk sångare
  - Danielle Fishel, amerikansk skådespelare
- 1982 – Ari Koponen, finländsk politiker
- 1988 – Adele Adkins, brittisk sångare med artistnamnet Adele
- 1989
  - Chris Brown, amerikansk sångare, dansare, musikvideoregissör och skådespelare
  - Anna Hasselborg, svensk curlingspelare, OS-guld 2018
  - Agnes Knochenhauer, svensk curlingspelare, OS-guld 2018
- 2003 – Carlos Alcaraz, spansk tennisspelare

## Avlidna
- 311 – Galerius, omkring 61, romersk kejsare sedan 305
- 1137 – Ascer, omkring 82, dansk kyrkoman, biskop i Lunds stift sedan 1089 och ärkebiskop över Norden i samma stift sedan 1104
- 1198 – Sofia av Minsk, omkring 58, Danmarks drottning 1157–1182 (gift med Valdemar den store)
- 1257 – Håkon den unge, 24, kung av Norge sedan 1240
- 1525 – Fredrik den vise, 62, kurfurste av Sachsen sedan 1486
- 1705 – Leopold I, 64, kung av Ungern sedan 1655, av Böhmen sedan 1656 och av Kroatien sedan 1657 samt tysk-romersk kejsare sedan 1658
- 1787 – Casten Rönnow, 87, svensk läkare och donator
- 1821 – Napoleon I, 51, kejsare av Frankrike 1804–1814 och 1815
- 1851
  - Anders Carlsson af Kullberg, 79, svensk kyrkoman och statsråd, biskop i Kalmar stift sedan 1830, ledamot av Svenska Akademien sedan 1817
  - Philip Hone, 70, amerikansk politiker
- 1855 – Seabury Ford, 53, amerikansk whigpolitiker, guvernör i Ohio 1849–1850
- 1859 – Johann Peter Gustav Lejeune Dirichlet, 54, tysk matematiker
- 1862 – Carl August Adlersparre, 51, svensk greve, kammarherre, skriftställare och författare med pseudonymen Albano
- 1874 – Charles Gleyre, 66, schweizisk målare inom akademismen
- 1875 – James Turner Morehead, 76, amerikansk whigpolitiker, kongressledamot 1851–1853
- 1900 – Emil Gustafson, svensk predikant och författare inom Helgelseförbundet
- 1921 – Alfred Fried, 76, österrikisk pacifist och journalist, mottagare av Nobels fredspris 1911
- 1924 – Frederick W. Mulkey, 50, amerikansk republikansk politiker, senator för Oregon 1907 och 1918
- 1925 – Fredrik Vilhelm Thorsson, 59, svensk socialdemokratisk politiker och skomakare, Sveriges finansminister 1918–1920, 1921–1923 och 1924–1925 samt handelsminister 1920
- 1939 – Clara Schønfeld, 82, dansk skådespelare
- 1945 – Emanuel Moravec, 52, tjeckoslovakisk militär, skriftställare och nazistkollaboratör
- 1950 – Martin Lamm, 69, svensk litteraturvetare och professor, ledamot av Svenska Akademien sedan 1928
- 1954 – Henri Laurens, 60, fransk skulptör och grafiker
- 1958 – James Branch Cabell, 79, amerikansk författare
- 1959 – Carlos Saavedra Lamas, 80, argentinsk jurist och politiker, mottagare av Nobels fredspris 1936
- 1975 – Kenneth Keating, 74, amerikansk republikansk politiker och diplomat, senator för New York 1959–1965
- 1977 – Ludwig Erhard, 80, västtysk politiker, Västtysklands finansminister 1949–1963 och förbundskansler 1963–1966
- 1981 – Bobby Sands, 27, nordirländsk politiker och IRA-medlem, parlamentsledamot sedan 9 april detta år
- 1991 – Rolf Larsson, 73, svensk jazzpianist, kompositör och musikarrangör
- 1994 – Gregor Dahlman, 70, svensk skådespelare
- 1995 – Michail Botvinnik, 83, rysk schackspelare
- 2001
  - Sture Dahlström, 78, svensk författare och musiker
  - Kaj Nuora, 43, svensk skådespelare
- 2002 – George Sidney, 85, amerikansk regissör och producent
- 2003 – Walter Sisulu, 90, sydafrikansk politiker och antiapartheidaktivist, pionjär inom partiet African National Congress (ANC)
- 2004 – Coxsone Dodd, 72, jamaicansk reggaeproducent
- 2007 – Theodore Maiman, 79, amerikansk fysiker
- 2009 – Anna-Greta Söderholm, 94, svensk operasångare
- 2011
  - Claude Choules, 110, brittisk-australisk soldat, den siste bekräftade krigsveteranen från första världskriget
  - Arthur Laurents, 93, amerikansk manusförfattare och dramatiker
  - Dana Wynter, 79, brittisk-amerikansk skådespelare
- 2012 – Carl Johan Bernadotte, 95, svensk prins, greve och affärsman
- 2013 – Alan Arnell, 79, brittisk fotbollsspelare
- 2014 – Catharina Stenqvist, 63, svensk professor i religionsfilosofi
- 2017 – Charles Koroly, 70, svensk-amerikansk regissör, scenograf och kläddesigner
- 2019 – Jan Rydh, 80, svensk bankman och landshövding i Västmanlands län
- 2021 – Bertil "Bebben" Johansson, 86, svensk fotbollsspelare och tränare
- 2023 – Siiri Rantanen, 98, finländsk längdskidåkare
- 2024
  - Bernard Hill, 79, brittisk skådespelare
  - César Luis Menotti, 85, argentinsk fotbollsspelare och tränare